# Pan plano

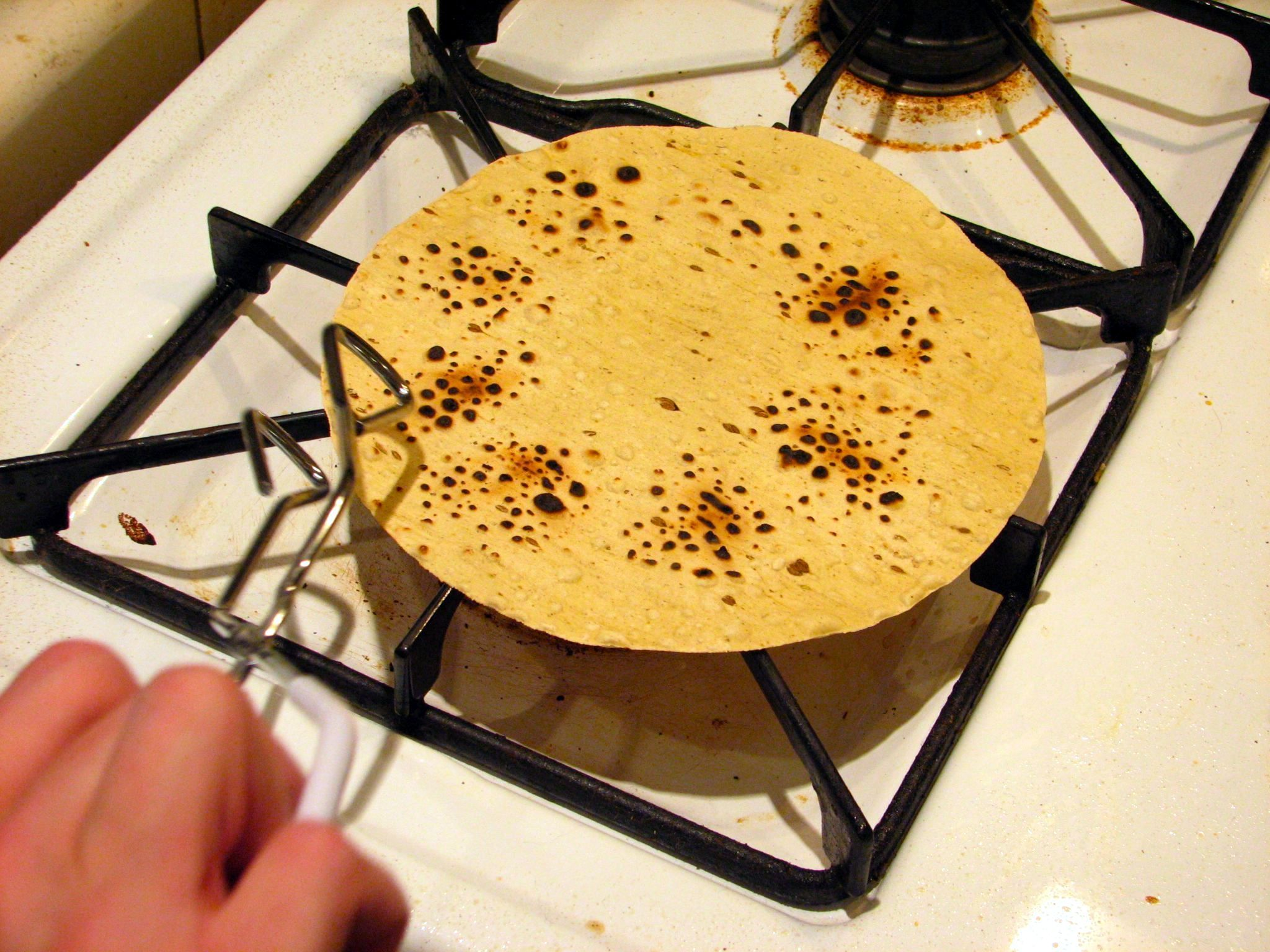
Asado de pappadam.

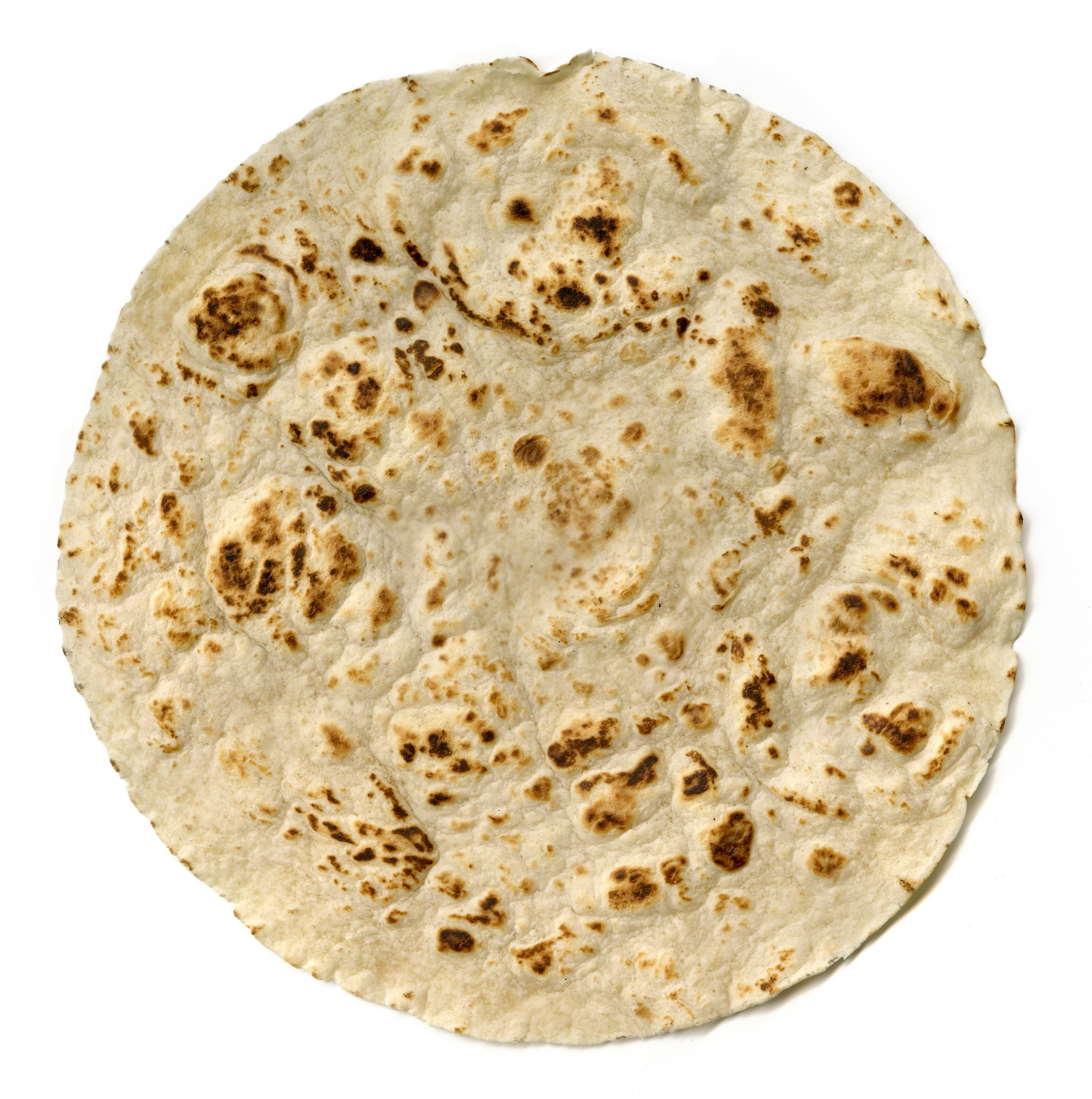
Yufka turco empleado en la elaboración del dürüm.

Se denomina pan plano a un conjunto amplio de panes elaborados de tal forma que la masa se extiende de forma muy similar a las tortillas. La masa se caracteriza por no estar elaborada con masa madre y no emplear levadura, de hecho en su origen se realiza la masa y se hornea o tuesta antes de 18 minutos, para que no tenga ningún tipo de levado. Los panes planos suelen tener un grosor relativamente fino, que suele ir desde unos milímetros hasta los pocos centímetros.

## Historia
El pan plano ya era conocido en el Antiguo Egipto y Sumeria, así como en la Antigua Grecia. Es posiblemente la forma más antigua de cocinado del pan, debido a que en parte es la forma más simple de ser cocinado, en la antigüedad se aplastaba contra las paredes de los hornos, quedando de esta forma.

## Ejemplos de diversos países
- Aish Mehahra - Egipto
- Msemen - (Marruecos)

- Pan barbari - (Irán)
- Sangak - (Irán)
- Pan Taftoon - (Irán)
- Torta afgana - (Afganistán)

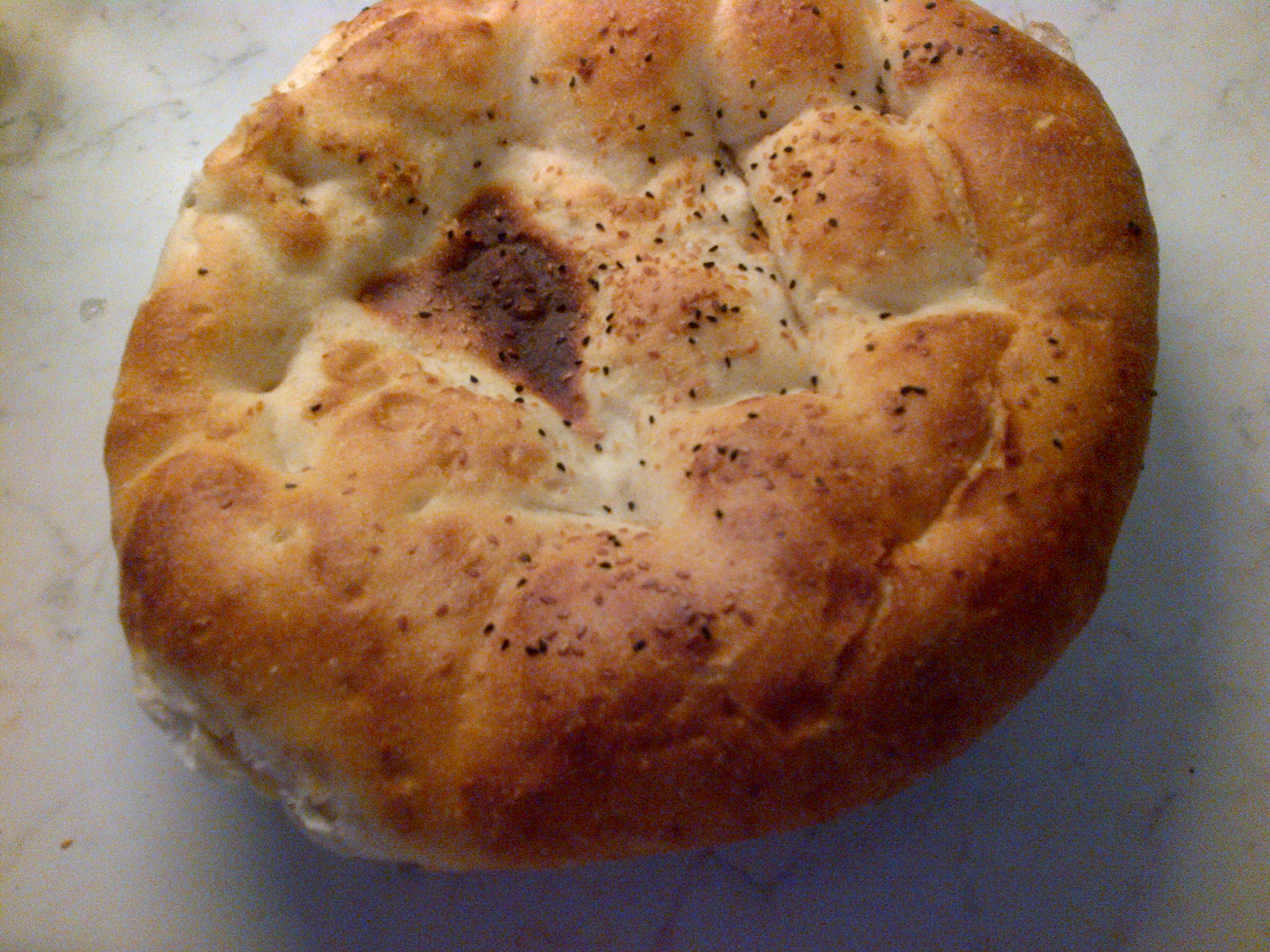
"Ramazan pidesi", un pide (pan plano turco) especial para las comidas del mes de Ramadán.

- Lavash - (Armenia, Azerbaiyán, Irán, Turquía)
- Bazlama - (Turquía)
- Yufka - (Turquía)
- Pide (Turquía) - (Diferente del Pide (comida))
- Bhakri - (India, Pakistán)
- Bhatura - (India)
- Chapati - (India)
- Chapla - (Perú)
- Crespillo - (Región de Murcia, España)
- Luchi - (Este de la India y Bangladés)
- Puri - (India)
- Papadum - (India, Sri Lanka)
- Paratha - (India, Sri Lanka)
- Regañá - (Sur de España)
- Bing - (China)
- Torta de cebolla verde - (China)
- Laobing - (China)
- Sanchuisanda - (en Qiang algunos pueblos de China).
- Flammkuchen - (Francia)
- Flatbrød -(Noruega)
- Focaccia - (Italia)
- Fougasse - (Francia)
- Injera - (Etiopía)
- Khanom buang - (Tailandia)
- Knäckebröd - (Suecia)
- Tunnbröd - (Suecia)
- Lavash - (Mediterráneo oriental)
- Laxoox - (Somalilandia)
- Malooga - (Yemen)
- Lefse - (Países nórdicos)
- Crisp bread - (Países nórdicos)
- Matzo - (Judaísmo)
- Naan - (Asia Central y Sureste Asiático)
- Ngome - (Malí)
- Pichade - (Menton, Francia)
- Pissaladière (Francia)
- Pita (Mediterráneo oriental y Oriente Medio)
- Pizza (se considera también un pan plano.)
- Roti (Asia Central y subcontinente Indio)
- Talo - (Norte de España y sur de Francia)
- Tortilla de harina de trigo - (México)
- Tortilla de maíz - (México)
- Tortu - (Asturias)
- Casabe de Yuca - (Cuba precolombina)
- Coca - (Cataluña y Aragón)
- Filloa (Galicia)
- Panqueque - (Estados Unidos)
- Crep - (Francia)

## Literatura
- Gesammelte Aufsätze zur Brot- und Gebäckkunde und -geschichte 1940-1999, Max Währen, Deutsches Brotmuseum Ulm, ISBN 3000065644
- Kulturgeschichte des Essens und Trinkens, Gert von Paczensky, Anna Dünnebier, Orbis, München 1999, ISBN 3-572-10047-X